# Kekoerny
De Kekoerny (Russisch: Кекурный) is een schildvulkaan op het Russische schiereiland Kamtsjatka. De kleine laat kwartaire basalt- tot basalt-andesiete vulkaan vormt de noordelijkste van twee kleine overlappende schildvulkanen (de andere is de 1336 meter hoger Boeranja direct ten zuiden van de Kekoerny) ten noorden van de stratovulkaan Anaoen en ten westen van de stratovulkaan Krainy. Een reeks van sintelkegels strekt zich in noordoost-zuidwestelijke richting uit door een rift die de vulkaan doorsnijdt.